# Isoba
Isoba es una localidad del municipio leonés de Puebla de Lillo, en la Comunidad Autónoma de Castilla y León. 
La iglesia está dedicada a santa María Magdalena.

## Localidades limítrofes
Confina con las siguientes localidades:
- Al sureste con Cofiñal y Puebla de Lillo.
- Al oeste con la estación de esquí de San Isidro.

## Demografía
Evolución de la población
| Gráfica de evolución demográfica de Isoba entre 2000 y 2017        |
|                                                                    |
| Población de derecho (2000-2017) según el padrón municipal del INE |

## Historia
Así se describe a Isoba en el tomo IX del Diccionario geográfico-estadístico-histórico de España y sus posesiones de Ultramar, obra impulsada por Pascual Madoz a mediados del siglo XIX:

Lugar en la provincia y diócesis de León (10 leguas), partido judicial de Riaño (5 ½), audiencia territorial y capitanía general de Valladolid (29), ayuntamiento de Lillo; situado en un valle a la entrada del puerto de San Isidro, y sobre la margen izquierda del río que del mismo baja; su cielo es extraordinariamente nebuloso y frío, sin que por eso deje de ser su clima bastante sano. Tiene unas 12 casas; iglesia parroquial (Santa María Magdalena) servida por un cura de ingreso y patronato laical perteneciente al duque de Uceda; y regulares aguas potables. Confina N término de Caso; E el de Cofiñal; y S y O el de la Puebla de Lillo, a ½ hora el más distante. El terreno, aunque no es enteramente llano, no deja de ser bastante igual, por lo menos el del valle, donde está situada la población; de manera que caminando a Felechosa hay muy poco que subir hasta la línea divisoria distante una hora. Las 2 grandes montañas de este término son La Roza, peña calcárea sita a ¼ de hora O de la población, y la Carba de las Agujas, loma elevadísima que la domina por N, y por cuya cumbre pasa la línea que divide dicho término del concejo de Caso; el terreno, pues, es por necesidad estéril, hallándose cubierto de nieve la mayor parte del año. El río de San Isidro descendiendo del puerto del mismo nombre en dirección de E a O, pasa por entre el pueblo y la iglesia parroquial, dejando el primero a la izquierda y el segundo a la derecha; es uno de los orígenes del río Porma; antes de llegar al pueblo recibe las aguas del arroyo llamado Las Hazas que es perenne y fertiliza un pequeño valle de prados. Caminos: pasa por la población el que desde Lillo conduce al puerto de San Isidro, donde se divide en 2 ramales, de los que uno conduce al concejo de Aller por Felechosa, y el otro al de Caso por Calcao; dicho camino es carretero pero intransitable la mayor parte del año por causa de las nieves; recibe la correspondencia de Lillo. Producciones: se reducen a algún centeno, y yerbas de pasto; cría ganado vacuno, lanar, de cerda y yeguar. En verano se mantienen en sus buenos pastos más de 2.000 ovejas merinas, y no pocas yeguas trashumantes, lo que puede decirse forma su principal riqueza. Abunda la caza de rebecos, y la pesca de truchas, y escasea la leña y más la madera. Población: 7 vecinos, 30 almas. Contribución: con el ayuntamiento.
Diccionario geográfico-estadístico-histórico de España y sus posesiones de Ultramar